# Rütschelen
Rütschelen är en ort och kommun i distriktet Oberaargau i kantonen Bern, Schweiz. Kommunen har 574 invånare (2023).